# Euxoa ustulata
Euxoa ustulata är en fjärilsart som beskrevs av Lafontaine 1976. Euxoa ustulata ingår i släktet Euxoa och familjen nattflyn. Inga underarter finns listade i Catalogue of Life.